# Nogent-l'Abbesse

Nogent-l'Abbesse este o comună în departamentul Marne, Franța. În 2009 avea o populație de 567 de locuitori.